# Charles Lima
Charles Roberto de Lima (Brasília, 21 de agosto de 1955) é um médico e político brasileiro. Integrou a Câmara Legislativa do Distrito Federal de 2007 a 2011, durante sua quinta e sexta legislaturas.

## Biografia
Formado em medicina, Lima trabalhou como ginecologista e obstreta, assim como dirigiu o programa Família Saudável do Distrito Federal e administrou o Hospital Regional de Taguatinga. Em 2016, estava vinculado à Secretaria de Estado de Saúde do Distrito Federal.
Filiado ao Partido Trabalhista Brasileiro (PTB), Lima foi eleito deputado distrital no pleito de 2006 com 11.591 votos, correspondentes a 0,87% dos votos válidos. Na eleição anterior, havia obtido a suplência, com 4.932 votos (0,43%), quando disputou o mesmo cargo. Na época, era filiado ao Partido Progressista Brasileiro (PPB).
Em 2009, Lima apresentou proposição para extinguir os "fumódromos", locais instalados em locais públicos e privados para fumantes, como forma de desencorajar o tabagismo.
Em 2010, Lima foi eleito vice-presidente da Comissão de Constituição e Justiça (CCJ).
Em 2010, o delator Durval Barbosa declarou, no âmbito das investigações do Mensalão do DEM, que Lima possuía "tratamento diferenciado em relação aos outros deputados", recebendo mensalmente entre R$ 80 a R$ 100 mil para apoiar o governador José Roberto Arruda. Lima negou as acusações e afirmou que processaria Barbosa por calúnia e difamação.
Na pleito de 2010, Lima concorreu à reeleição e, com 14.329 votos (1,09%), alcançou a suplência. Em 2011, assumiu o mandato após o deputado Cristiano Araújo ser nomeado pelo governador Agnelo Queiroz para compor seu governo. No mesmo ano, exerceu a vice-presidência da Câmara Legislativa.
Em 2011, Lima se ausentou das votações na Câmara que buscavam reintroduzir regras que vedavam a nomeação de cargos comissionados que feriam a Lei da Ficha Limpa e coibiam a prática de nepotismo nos três poderes.
Em 2014, Lima participou do evento em que Arruda declarou sua candidatura a governador. Na eleição de outubro daquele ano, concorreu mais uma vez ao legislativo distrital, pelo Partido da República (PR), não sendo eleito, com 11.769 votos (0,77%).
Em 2018, Lima se candidatou a uma vaga na Câmara dos Deputados, pelo Partido Humanista da Solidariedade (PHS). Com 11.372 votos, ou 0,79%, não foi eleito. Na mesma eleição, sua filha Carol concorreu ao legislativo distrital, pelo Partido Trabalhista Cristão (PTC), e também não foi eleita, com 2.435 votos (0,16%).